# Тупрунка (селище)
Тупру́нка (рос. Тупрунка) — селище у складі Верхньокамського району Кіровської області, Росія. Входить до складу Камського сільського поселення.

## Населення
Населення становить 209 осіб (2010, 343 у 2002).
Національний склад станом на 2002 рік — росіяни 88 %.

## Історія
Селище засноване 1950 року і назване по річці, що протікає поруч. Першими поселенцями були колгоспники, які займались заготівлею лісу, пізніше прибули й інші поселенці. Пізніше тут був створений лісопункт Перервинського ліспромгоспу, куди звозили ліс з навколишніх територій та сплавляли його по далі Камі. У 1960-ті роки тут почали зводити будівлі соціальної сфери, були прокладені вулиці. В лютому 1969 року Тупрунська лісоділянка була об'єднана із Поришівською. У селищі працювали школа, дитячий садок, бібліотека, клуб, магазин, будинок побуту. У 1990-их роках ліспромгосп був закритий, люди почали виїжджати із селища.